# Дана (судно, 1921)
«Dana» — данське дослідницьке судно, яке здійснило навколосвітню мандрівку у третій експедиції Дани у 1928—1930 роках. Воно було побудоване у Великій Британії як траулер класу Мерсі в 1917 році. У Британії служив під назвою HMT John Quilliam. У 1921 році корабель проданий уряду Данії. Використовувався як глибоководний дослідницький траулер. Його було перейменовано на «Дана II», щоб уникнути плутанини з шхуною «Дана», яка служила в першій та другій експедиціях Дани.

## Зіткнення та втрати
«Дана» затонула 22 червня 1935 року в Північному морі після зіткнення з німецьким траулером «Pickhuben» за 70 км на захід від Рінгкебінга. Зіткнення сталося в густому тумані о 6:07 ранку, коли «Pickhuben» протаранив «Дану». Жоден з 22 членів команди, які знаходились на борту «Дани», не постраждали під час зіткнення, і всім вдалося евакуюватися на «Pickhuben». Корабель затонув через десять хвилин після того, як капітан Гансен останнім з команди покинув корабель. Усі особисті речі та велика кількість наукового матеріалу були втрачені.
Під час розслідування повна відповідальність за зіткнення була покладена на штурмана судна «Pickhuben», який занадто швидко пересувався в густому тумані і не реагував на попереджувальні сигнали «Дани».
Затонулі рештки «Дани» були знайдені у 2005 році на північній стороні рифу Горнс на західному узбережжі Данії.